# 알렉스 마르틴스 페헤이라
알렉스 마르틴스 페헤이라(Alex Martins Ferreira, 1993년 7월 8일 ~ )는 브라질의 축구 선수이다. 포지션은 공격수이다. 현재 인도네시아 리가 1의 데와 유나이티드 FC 소속이다.